# 南京軍区

南京軍区

南京軍区（ナンキンぐんく, Nanjing Junqu）は中国人民解放軍の七大軍区のひとつ。2016年2月1日に東部戦区へ移行した。

## 概要
七大軍区のひとつであり、華東方面の守りを固める。そこには、軍事危機で緊張する台湾海峡地域（台湾有事も参照されたし。）も含まれ、それ故、多数の精鋭部隊が揃っているといわれる。3個集団軍、3個武装警察師団を傘下に置いている。東海艦隊の司令員は、南京軍区の副司令員を兼任する。2016年2月1日に東部戦区へ移行した。

## 管轄区域
- 安徽省軍区、江蘇省軍区、上海直轄市（上海警備区）、浙江省軍区、江西省軍区、福建省軍区を管轄する。

## 軍区指導部
- 司令部所在地：江蘇省南京

- 軍区司令員
  - 蔡英挺上将（1954.04－，福建省晋江人）
- 軍区政治委員
  - 鄭衛平上将（1955.07－，山西省万栄人）
- 軍区副司令員
  - 秦衛江中将（1955.12－，湖北省紅安人）
  - 蒋謨祥中将（1954.10－，湖北省松滋人）
  - 尤海涛中将（1958.01－，河南省光山人）
  - 蘇支前中将＜海軍＞（1955.08－，山東省郯城人）
  - 鄭群良中将＜空軍＞（1954.01－，遼寧省瓦房店人）
- 軍区副政治委員
  - 王平中将（1955.04－，陝西省清澗人）
  - 呉長海中将（1954.12－，遼寧省新民人）
  - 王華勇中将＜海軍＞（1955.09－，湖北省洪湖人）
  - 宋琨中将＜空軍＞（1955.051－，安徽省定遠人）
- 軍区参謀長
  - 楊暉中将（1962－，山東省青島人）
- 軍区政治部主任
  - 朱生嶺少将（1957.11－，江蘇省東台人）兼上海警備区政治委員
- 軍区連勤部部長
  - 李克讓少将（1959.04－，河南省固始人）
- 軍区連勤部政治委員
  - 汪曉栄少将（生年月日不明－，安徽省涇県人）
- 軍区装備部部長
  - 許偉少将（1955.02－，河北省三河人）

### 集団軍首長
第1集団軍
- 軍長：馮文平少将（生年月日不明－，本籍地不明）
- 政治委員：白呂少将（1961.09－，山西省応県人）

第12集団軍
- 軍長：王春寧少将（1962－，山東省牟平人）
- 政治委員：周皖柱少将（生年月日不明－，安徽省舒城人）

第31集団軍
- 軍長：黎火輝少将（1963－，江西省豊城人）
- 政治委員：張学傑少将（生年月日不明－，本籍地不明）

### 省軍区首長
上海警備区
- 司令員：何衛東少将（1957.05－，江蘇省東台人）
- 政治委員：馬家利少将（1957.07－，江西省紹興人）

江蘇省軍区
- 司令員：李大清少将（1958.03－，本籍地不明）
- 政治委員：曹徳信少将（1957－，浙江省東陽人）兼福建省軍区政治委員

浙江省軍区
- 司令員：張明才少将（生年月日不明－，江蘇省溧水人）
- 政治委員：王新海少将（1958.01－，江蘇省灌南人）

安徽省軍区
- 司令員：于天明少将（生年月日不明－，本籍地不明）
- 政治委員：戴勇少将（1958.06－，江蘇省東台人）

福建省軍区
- 司令員：熊安東少将（1956－，江西省星子人）
- 政治委員：曹徳信少将（1957－，浙江省東陽人）兼江蘇省軍区政治委員

江西省軍区
- 司令員：張暁明少将（生年月日不明－，本籍地不明）
- 政治委員：楊笑祥少将（1966－，安徽省樅陽人）

### 歴代政治委員
- 1.唐亮 1955.03-1958.09
- 2.柯祝施 1958.11-1965.04
- 3.張春橋 1967.05-1976.10
- 4.廖漢生 1976.10-1980.01
- 5.郭林祥 1980.01-1985.06
- 6.傅奎清 1985.06-1990.04
- 7.史玉孝 1990.04-1992.11
- 8.劉安元 1992.11-1993.12
- 9.方祖岐 1993.12-2000.12
- 10.雷鳴球 2000.12-2007.09
- 11.陳国令 2007.09-2012.10
- 12.鄭衛平 2012.10-

## 配属部隊
- 第1集団軍：（司令部、浙江省湖州）甲類集団軍、2個師、4個旅編成
  - 第1機械化師団（浙江省杭州）
  - 第9砲兵師団
  - 第3自動化歩兵旅団（浙江省金華）
  - 第10装甲旅団（江蘇省蘇州）
  - 防空旅団（？）
  - 砲兵旅団（江蘇省無錫）

- 第12集団軍：（司令部、江蘇省徐州）乙類集団軍、1個師、5個旅編成
  - 第2装甲師団（江蘇省徐州）
  - 第34自動化歩兵旅団（江蘇省南京）
  - 第36自動化歩兵旅団（江蘇省新沂）
  - 第179特種上陸旅団（南京）
  - 高射砲旅団（？）
  - 地砲旅団（？）

- 第31集団軍：（司令部、福建省厦門市同安県）乙類集団軍、2個師、4個旅編成
  - 第86機械化師団（福建省連江）
  - 第91自動化歩兵師団（福建省漳州）
  - 第92自動化歩兵旅団（福建省南平）
  - 装甲旅団（福建省漳州）
  - 独立防空旅団（福建省泉州）
  - 第3独立高射砲旅団

- 武装警察第93師団（福建省莆田）
- 武装警察第181師団（浙江省無錫）
- 武装警察第2師団（江蘇省宜興）

## 南京軍区空軍
- 司令員：馬曉天空軍中将
- 政治委員：尹慶立空軍少将

- 南空/空8軍司令部　福建省福州市福州基地
- 上海指揮所　上海市
- 第3航空師団（戦闘機師団）
  - 第7航空連隊　安徽省蕪湖市蕪湖基地　J-7E
  - 第9航空連隊　同上　Su-30
  - 第8航空連隊　浙江省湖州市長興基地　J-10
- 第10航空師団（爆撃機電子戦機師団）
  - 第28航空連隊　安徽省安慶市安慶基地　H-6A
  - 第30航空連隊　同上　H-6
  - 第29航空連隊　江蘇省南京市大教場基地　Y-8CB/G/T/XZ
- 第14航空師団（戦闘機師団）
  - 第40航空連隊　江西省南昌市向塘基地　J-11
  - 第41航空連隊　同上　J-7II　
  - 第42航空連隊　江西省宜春市樟州基地　J-7E
- 第26航空師団（戦闘機師団）
  - 第77?航空連隊　上海市崇明島基地　J-7, KJ-2000, Y-5, Y-8, Mi-171, Z-9
  - 第76航空連隊　浙江省金華市義烏基地　KJ-200, KJ-2000
  - 第78航空連隊　江蘇省蘇州市蘇州基地　J-8D, Y-8
- 第28航空師団（戦闘爆撃師団）
  - 第82航空連隊　浙江省杭州市筧橋基地　Q-5
  - 第83航空連隊 同上　Q-5
  - 第?航空連隊　同上　Q-5D
  - 第?航空連隊　浙江省嘉興市嘉興基地　JH-7A
  - 第84航空連隊　同上　Q-5
- 第29航空師団（戦闘機師団）
  - 第85航空連隊　浙江省衢州市衢州基地　Su-30MKK
  - 第86航空連隊　同上　J-7II
  - 第87航空連隊　同上　J-7D
- 南空訓練基地　浙江省南通市如皋基地　J-7, JJ-7
- 第2戦闘偵察独立連隊　江西省吉安市泰和基地　JZ-6(JZ-6は既に退役し、後継機はJZ-8Fと思われるが不明)
- 第3戦闘偵察独立連隊　江蘇省蘇州市蘇州基地　JZ-6(JZ-6は既に退役し、後継機はJZ-8Fと思われるが不明)
- 第13飛行学院　安徽省蚌埠市蚌埠基地
  - 第1航空連隊　CJ-6
  - 第4航空連隊　JL-8